# Dirphiopsis undulinea
Dirphiopsis undulinea is een vlinder uit de familie nachtpauwogen (Saturniidae), onderfamilie Hemileucinae.
De wetenschappelijke naam van de soort is voor het eerst geldig gepubliceerd door F. Johnson in 1937.